# Charaxes brutus
Charaxes brutus är en fjärilsart som beskrevs av Pieter Cramer 1779/80. Charaxes brutus ingår i släktet Charaxes och familjen praktfjärilar. Inga underarter finns listade i Catalogue of Life.

## Bildgalleri

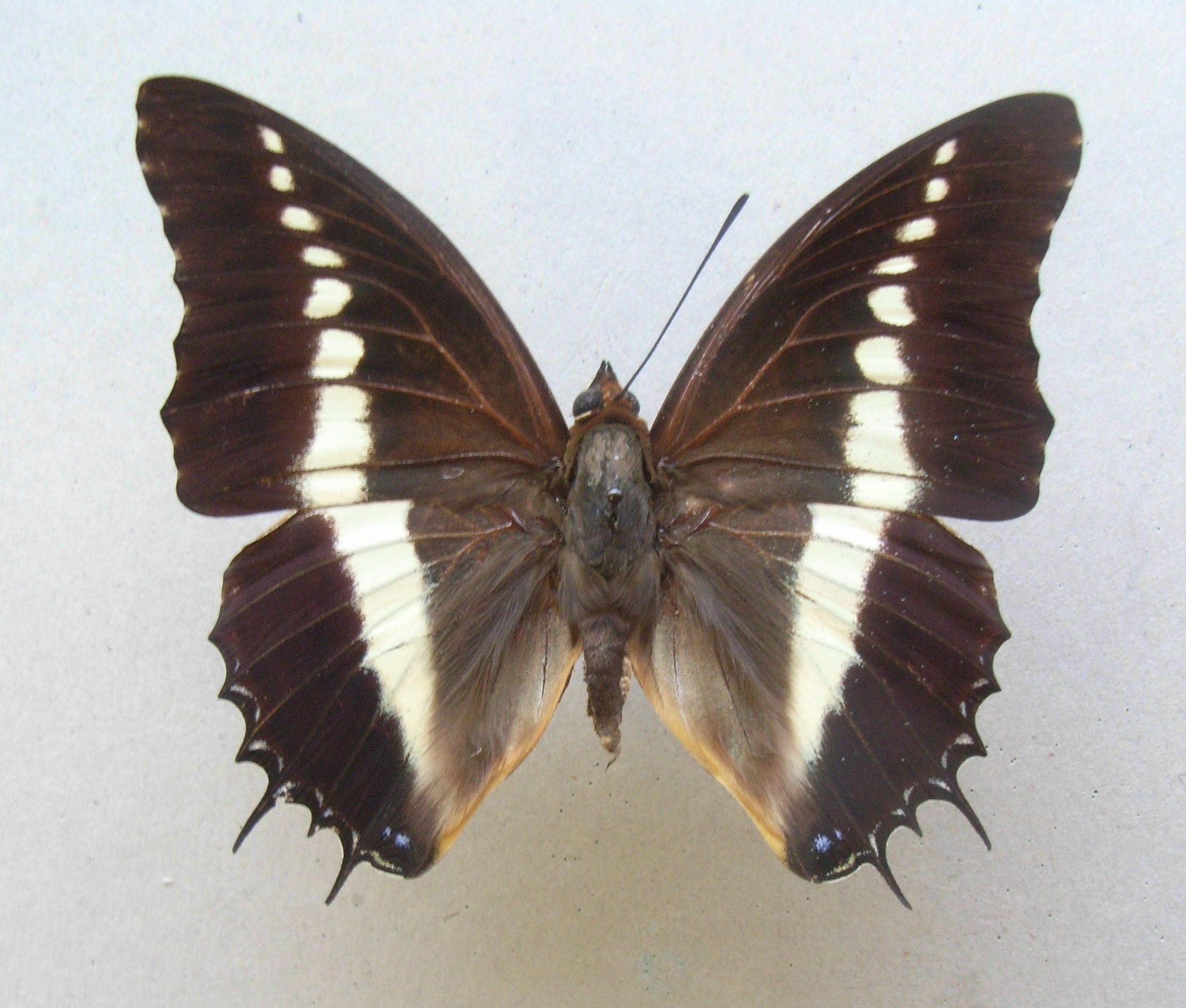